# Bogusław Zych
Bogusław Zych (Varsó, 1951. december 10. – Naprawa, 1995. április 3.) világbajnok, olimpiai és Európa-bajnoki bronzérmes lengyel tőrvívó.